# Leen van Duivendijk
Leen van Duivendijk (IJzendijke, 11 april 1954) is een Nederlands kunstschilder, leraar en schrijver.

## Biografie
Van Duivendijk doorliep de HAVO op het Zeldenrustcollege in Terneuzen en de Pedagogische Academie in Middelburg. Hij behaalde in 1977 de tekenakte en werd leraar. Hij combineerde zijn werk in het onderwijs met een carrière als kunstenaar. Van 2018 tot 2022, studeerde hij aan de Koninklijke Academie voor Schone Kunsten te Antwerpen. Van Duivendijk is lid van de Zeeuwse Kunstkring. Tevens is hij aangesloten bij het Centrum Beeldende Kunst Zeeland. Hij is lid van kunstenaarsgroep Collectief Vier.

## Werk

### Kunstschilder
Van Duivendijk ontwikkelde een fascinatie voor het schilderen van water. Daarnaast is hij bekend van de serie Gouden Gevels, schilderijen van historische huizen in Middelburg.  In 2008 schafte Waterschap Scheldestromen een collectie van Duivendijk´s schilderijen aan over het thema water. In 2013 voerde Van Duivendijk het project History of my Horizon uit, waarin hij elke maand dezelfde plaats in het Kanaal door Walcheren schilderde, geïnspireerd door verschillende kunstenaars. De werken werden tentoongesteld in boekhandel De Drvkkerij in Middelburg.
Van Duivendijk is aangesloten bij het Centrum Beeldende Kunst Zeeland en het kunstcollectief Collectief Vier.

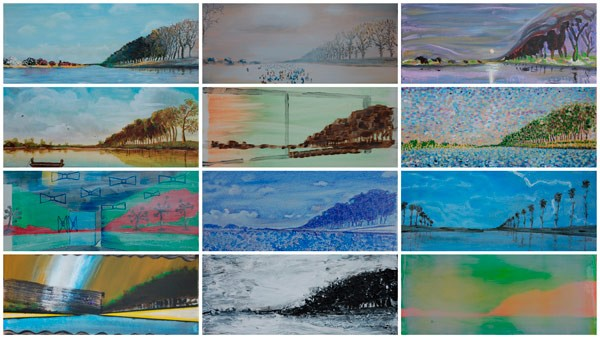
Schilderijen History of my horizon

#### Tentoonstellingen (selectie)
- 1991 Solotentoonstelling in de Zeeuwse Bibliotheek.[5]
- 1998 Groepstentoonstelling Festival Nederlandse kunstenaars in het Deri museum in Debrecen.
- 2003 Groepstentoonstelling Mx5 van de Zeeuwse Kunstkring in de Vleeshal in Middelburg.[6]
- 2012 Groepstentoonstelling Ontmoeten: Mens en Tijd in Moerzeke

- 2017 Expositie in Machinefabriek Vlissingen, met Sebastiaan Spit[7]
- 2020 Expositie van Collectief Vier op de veerboot Vlissingen-Breskens, met Jorien Brugmans, Margriet de Vries en Johan Klein[8]
- 2022 Expositie met Collectief Vier in de Raadskelder van het Belfort van Sluis[9]
- 2023 Expositie "Overstappen" met Collectief Vier in het museum Tongerlohuys, Roosendaal[10]
- 2024 Expositie " 'sporen...in het landschap van de tijd' met Collectief Vier, Museum Het Warenhuis Axel en Watertoren Axel.[11]

### Schrijver
- 1982-1989: Redacteur van De Krullebak, de kindereditie van de PZC.[12]

- 2021: Vensters (autobiografie) (Vlissingen: Den Boer/De Ruiter)[13][14]
- 2023: Miems van Citters, vrijgevochten, veelzijdig (Zierikzee: Stichting Stadhuismuseum)

Boekomslagen
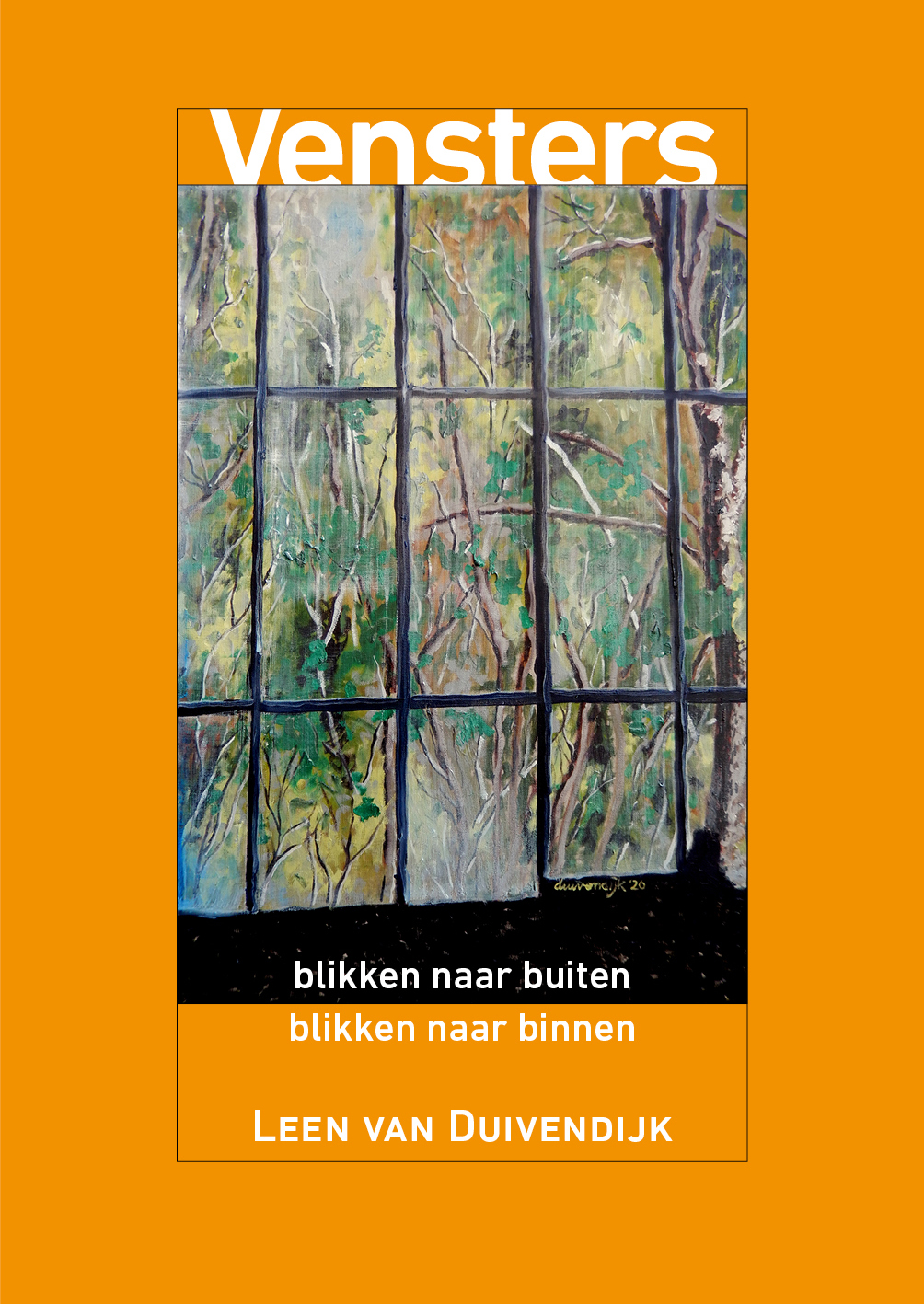
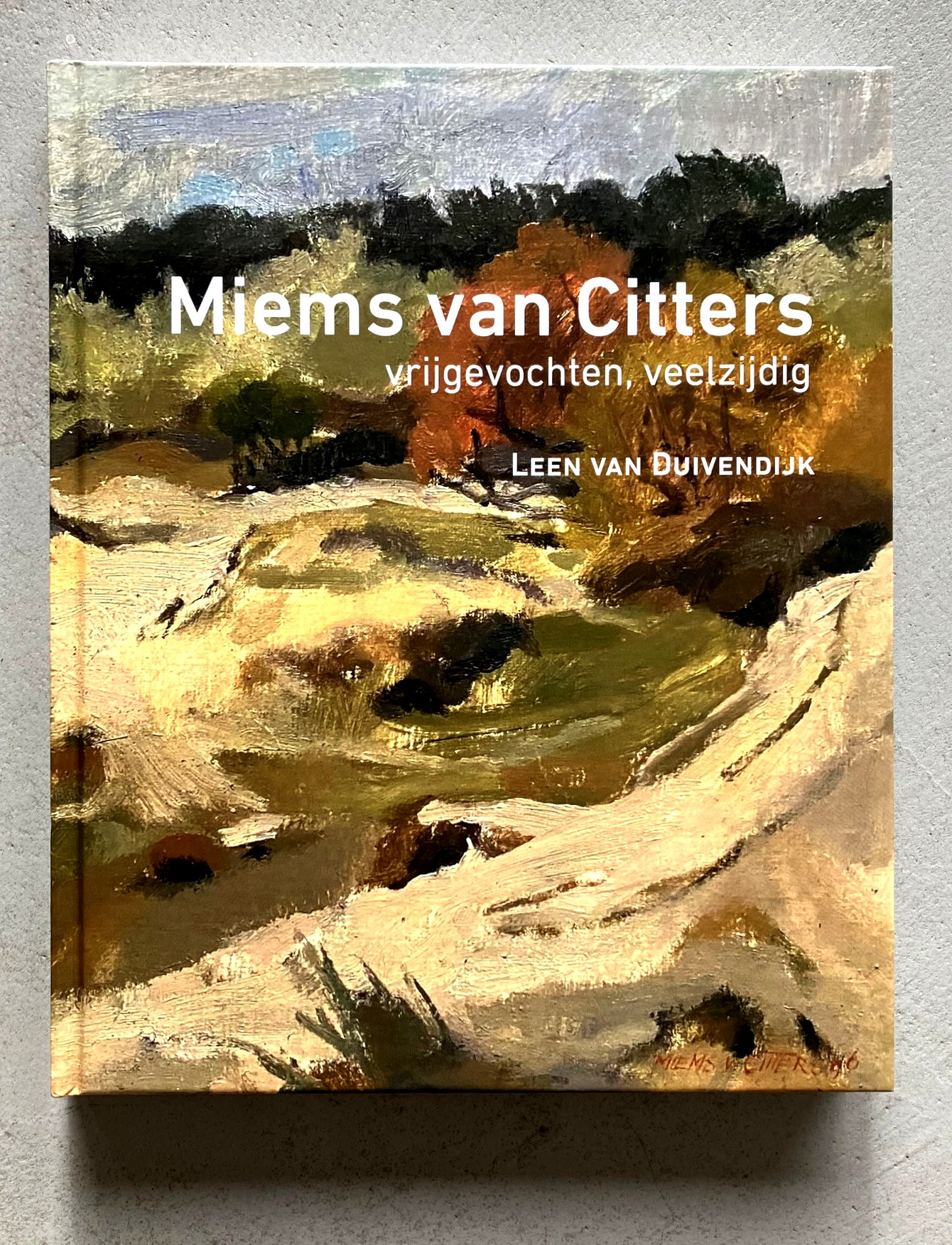

### Bestuurder
Van Duivendijk is actief als bestuurslid in diverse organisaties
- De Zeeuwse Kunstkring[15]
- De Stichting Teeken Akademie in Middelburg[16]

## Werken

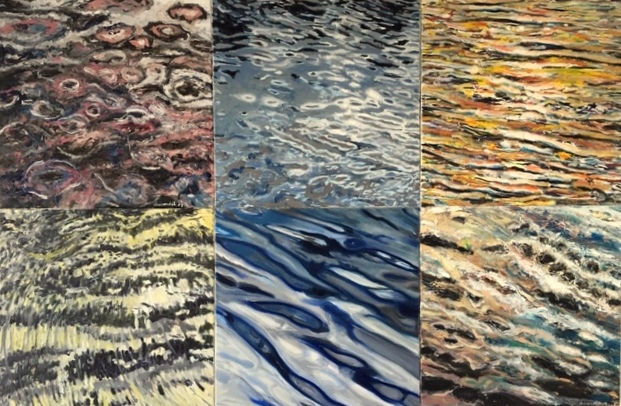
Unite!
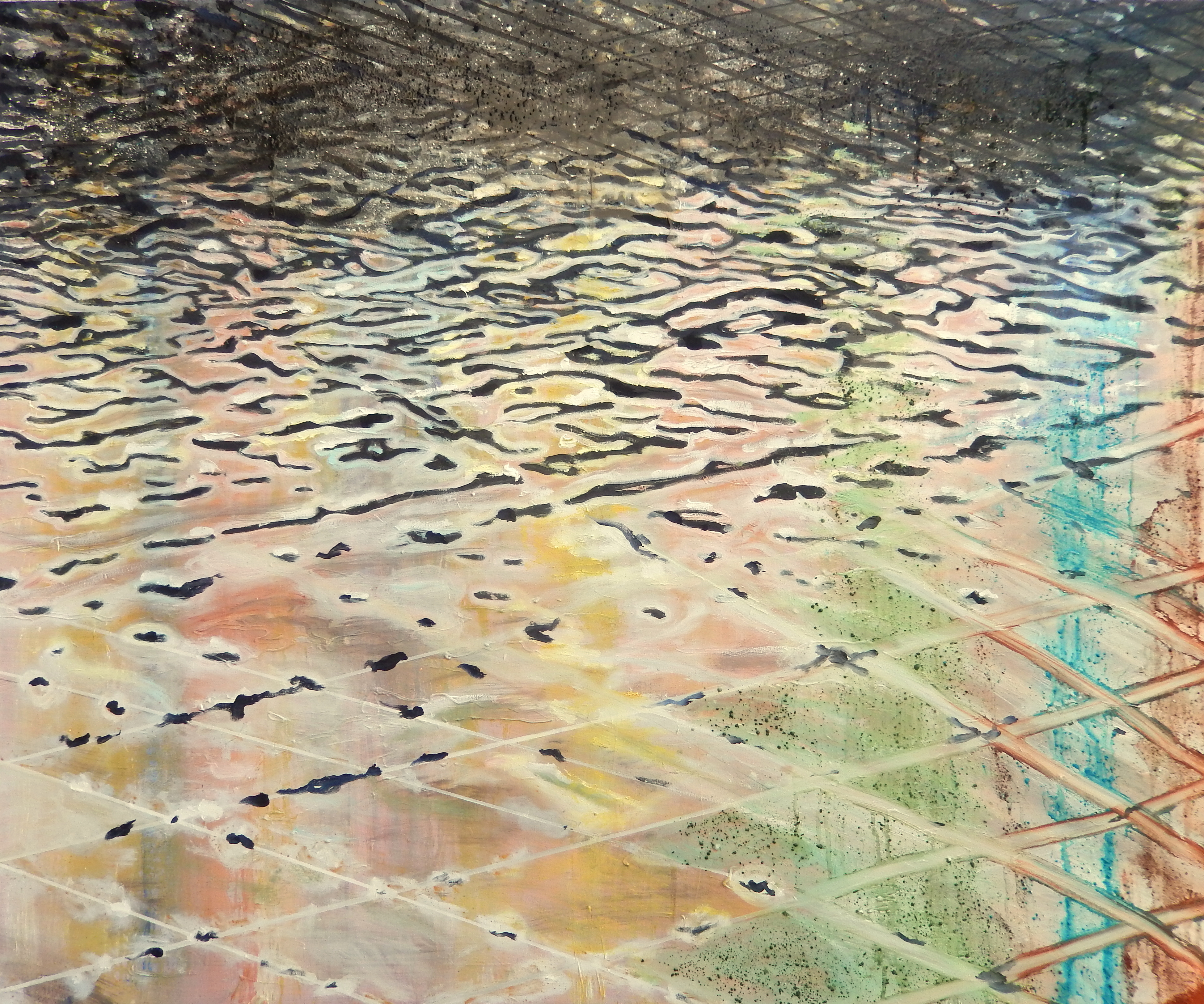
Waterlijnen
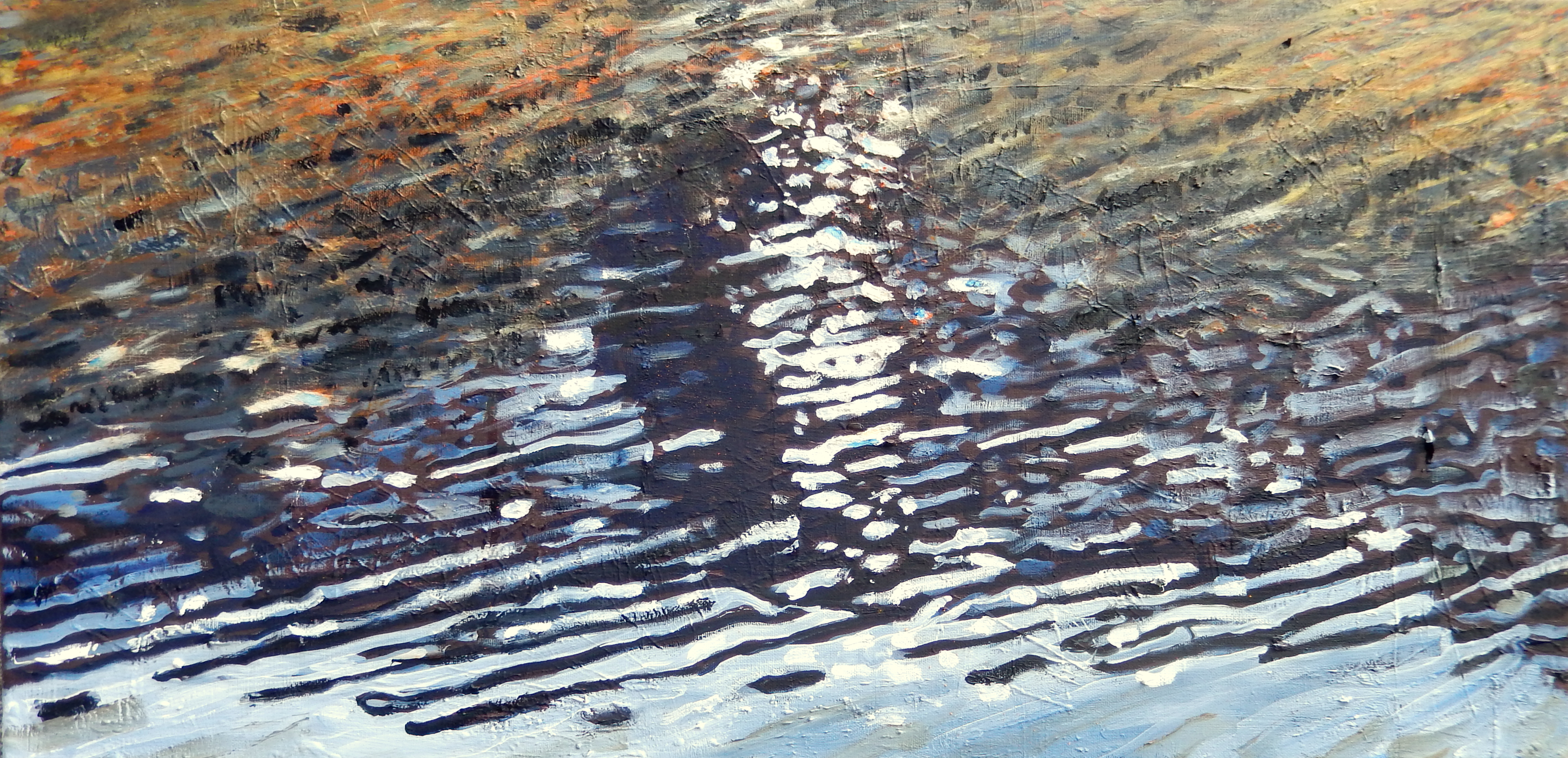
Kabbelende spiegel
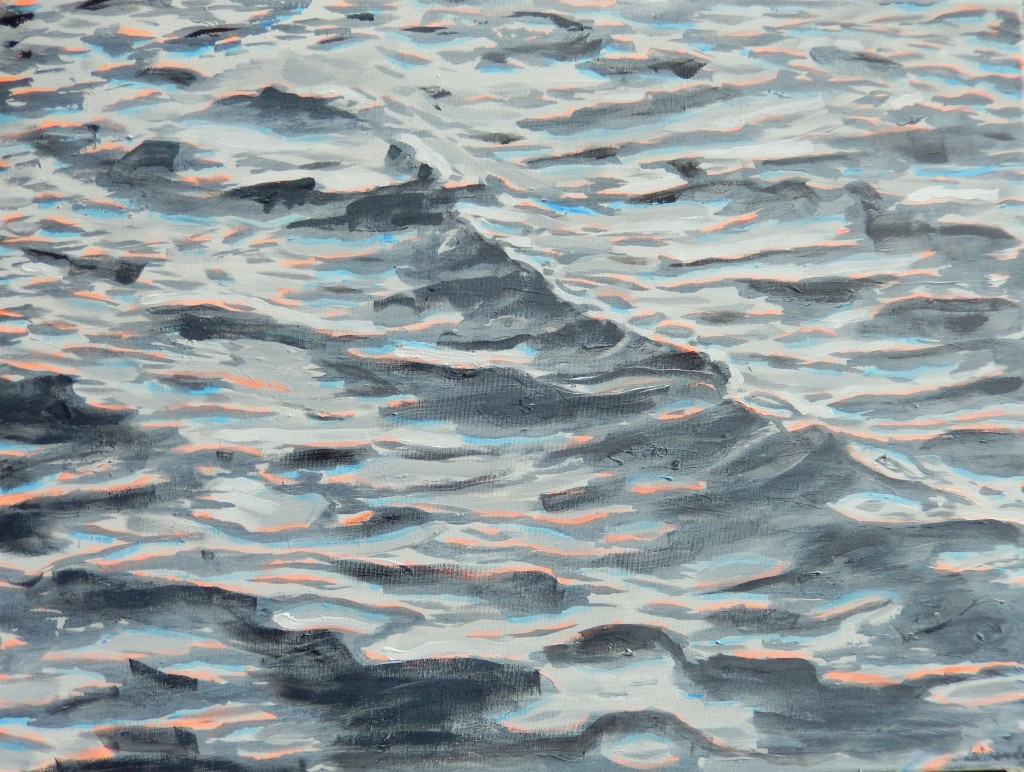
Golven 2
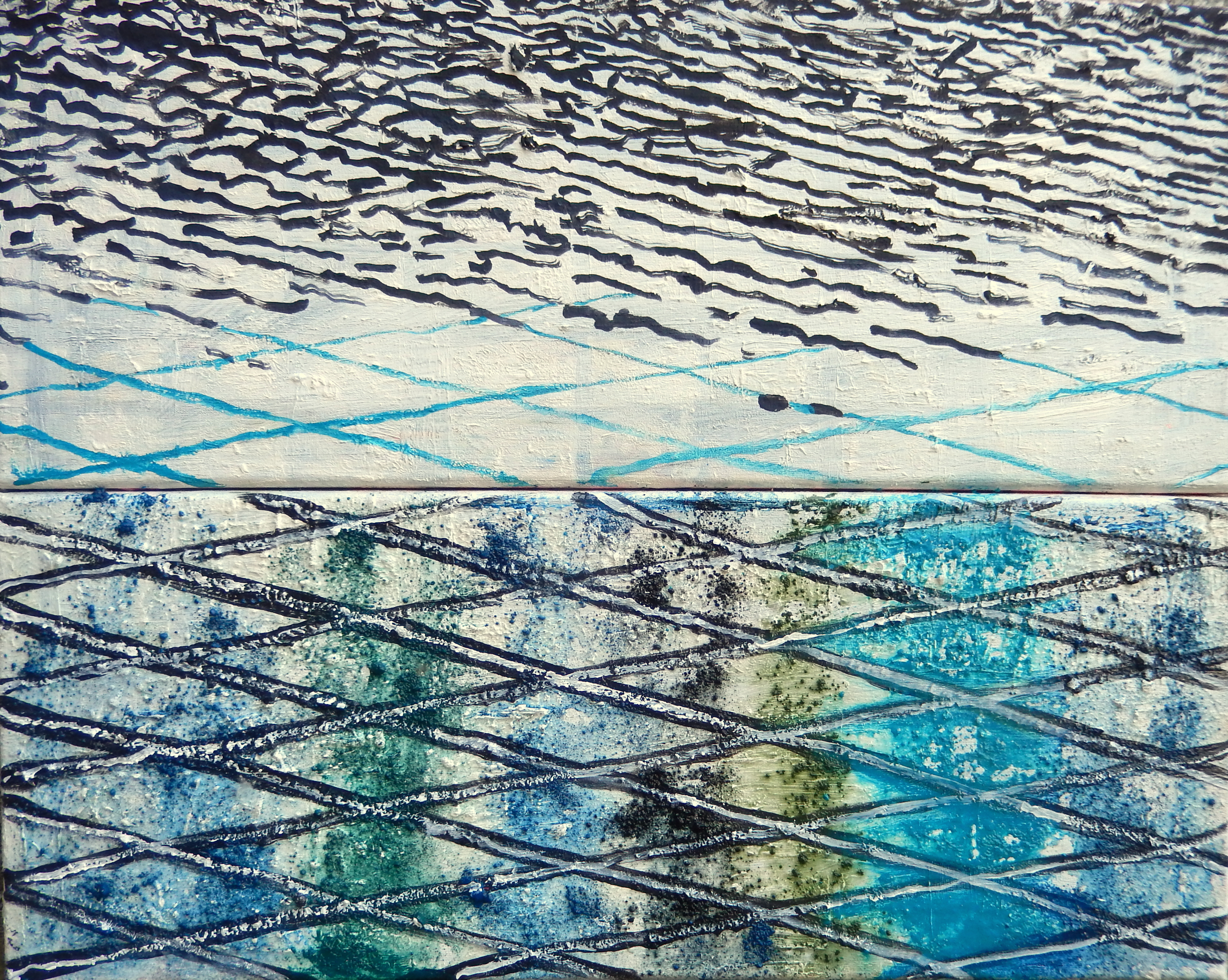
Waterlijnen 2